# Spore (videoigra)
Spore je multižanrovska "masivna online single-player igra" koju je razvio Maxis i dizajnirao Will Wright. Igraču u ruke stavlja kontrolu evolucije vrste od početka kao jednostanični organizam, kroz razvijanje kao inteligentno i društveno biće, do međuzvjezdanih istraživanja kao kultura koje putuje svemirom. Privukla je veliku pozornost zbog velikog polja razvoja i uporabe dugovječne igrivosti i proceduralne generacije.
Puna verzija igre izašla je 5. rujna 2008. u PAL teritorijima i 7. rujna 2008. u Sjevernoj Americi i Azijsko-Pacifičkim zemljama. Spore je ujedno moguće i direktno skinuti s web stranice Electronic Arts. Posebna verzija igre Spore: Galactic Edition (hrv. "Spore: Galaktičko izdanje"), uključuje, osim igre, "Making of Spore" (hrv. "Kako se radila Spore") DVD, "How to Build a Better Being" (hrv. "Kako izgraditi bolje biće") DVD National Geographic kanala, "The Art of Spore" (hrv. "Umjetnost Spore") mini-knjigu tvrdog uveza, poster Spore-a i "Galaktički priručnik" od 100 stranica koji su objavili Prima Games.
Zanimljivo je napomenuti da je zbog mnogih kontroverza vezanih uz DRM zaštitu igre, upravo Spore bila najpiratiziranija igra 2008. godine.

## Glazba
Proceduralno-stvorenu glazbu za igru dizajnirao je Brian Eno, umjetnik poznat po ambijentalnoj glazbi. Glazba je generirana editorima, a ovisi o tome koji je dio tijela (npr.: udovi, oružje, ruke, noge, itd.) postavljen na tijelo, vozilo ili zgradu. Na primjer, nešto opasno poput roga za borbu dat će glazbi opaki osjećaj, dok će nešto mirno poput usta biljojeda dati opuštajući osjećaj.
Glazba mogu kreirati i igrači u obliku kratke himne za civilizaciju ili svemirsko carstvo.

## Igranje
Spore je simulacija koja "seže od molekularne faze do galaktičke faze." Sadrži nekoliko dugih faza, od kojih svaka ima drugačiji način igranja. Za svaku fazu postoji izbor težine pa igrač može izabrati težinu. Ako se ne izabire težina igre, Spore automatski izabire najlakšu. Will Wright je napomenuo da je želio da igrač može provesti mnogo ili malo vremena (po izboru) u svakom stadiju (fazi). Ako osoba voli fazu bića, igra ju neće siliti da nastavlja s daljnjom igrom.
Igre i filmovi s kojima je Wright surađivao u različitim fazama su:
1. Pac-Man za staničnu fazu
2. Diablo za fazu bića
3. Populous za fazu plemena
4. SimCity, Rizik i Civilization za fazu civilizacije
5. SimEarth, Destroy All Humans!, Bliski susreti treće vrste, Star Trek i 2001: Odiseja u svemiru za svemirsku fazu, s elementima sandbox (pješčanik) igranja.

Prve četiri faze, ako igrač minimalno koristi uređivače (editore) traju 10-15 sati.
Svaka faza igre odlučuje početnu točku sljedeće faze. Na konferenciji programera igara, Will Wright je "vodio" stvorenje kroz fazu bića osnovano na njegovom bivšem staničnom organizmu. Imalo je tri noge, rep, oči i usta na istom mjestu. Evoluirao je to stvorenje kroz igranje ranijih faza.
Spomenuo je da na osobnost stvorenja, bila ona logična ili emocionalna, miroljubiva ili nasilna, itd., igranje isto utječe.
Sa stranica Sporea može se skinuti puna inačica "Spore Creature Creatora" ili ogledna inačica koja nema određeni rok, no nema sve oči, ruke, noge, itd. U Spore Creature Creatoru do 22. kolovoza 2008. u 18:32 na internet je postavljeno ukupno 2.863.830 stvorenja, 25.333 je postavljeno 21. kolovoza 2008. u 18:32, 5.303 ljudi se priključilo Spore zajednici na internetu od njih ukupno 919.432.
Spore u dogovoru s YouTubeom korisnicima omogućuje stavljanja videa svojih kreatura na YouTube, a EA su napravili "The Spore kanal" na YouTubeu, koji će pokazivati većinu takvih bića.

## Početak života
Igra se otvara - započinje biološka evolucija - s meteorom koji pada na planet, koji u sebi nosi žive stanice. Meteor puca, a mali organizam izlazi.

## Faza staničnog organizma
Prva faza stvaranja, faza staničnog organizma, je ponekad određena kao mikrobiološka faza života u praoceanima. Igrač vodi jednostanični organizam okolo kroz dvodimenzionalni okoliš gdje se mora suočiti sa strujama i time da može biti pojeden i slabijim mikrobima. Postoji mnogo tipova stanica, od kojih mnoge mogu oštetiti i/ili pojesti igračev organizam. Nakon što igračev organizam pojede nekoliko stanica, formira jaje koje, kada se klikne na njega, otvara editor bića koji dopušta igraču da podešava izgled, oblik i sposobnosti organizma. Igrač tada može dodavati različite napadačke, obrambene i/ili pokretne mogućnosti, trošeći “DNK bodove”(koji u fazi bića stanica služe poput novca).
Kako organizam postaje veći, predmeti u pozadini sele se u prostor gdje je Willov organizam, kojeg je tada pojeo mnogo veći stanični organizam, koji je prije plivao u pozadini. Kopno postaje mnogo istaknutije, a opcija za preseljenje uskoro se pojavljuje, dopuštajući stvorenju da dopuže na kopno i započne fazu bića. Noge nisu obavezne za preseljenje na kopno; ako biće nema noge, puzat će kao puž, što pokazuje da će biti direktna povezanost između stanične faze i faze bića. Organizam predstavlja čudni kukac s ljudskim očima iz animiranih filmova, koje su iskorištene “da bude sladak”, objasnio je Wright.

## Faza bića
Dok stanična faza predstavlja igraču igru i editor, faza bića igra veliku ulogu u izgledu bića u kasnijim fazama. Slična je staničnoj fazi, ali ima nekoliko važnih razlika. Najočitija je ta da se ova faza odvija u trodimenzionalnom okolišu. Bit će drugih stvorenja naseljavajući svijet i većina, ako ne sva, će biti stvorena od drugih igrača. Ako nedostaje predatora u ekosistemu i slabi biljojedi su posvuda, igra će automatski skinuti s interneta novu rasu predatora koju je stvorio drugi igrač i staviti ih u trenutni igračev svijet kako bi se ekosistem uspio uravnotežiti. Igra će skidati i stvorenja u odnosu na jačinu igračeva stvorenja. Ako igrač stvori veće, grublje stvorenje, predatori koji će biti skinuti s interneta bit će jači od običnih predatora. Stvorenjeve osobine su kategorizirane s pet zvjezdica u šest područja: Brzina, Skrivanje, Obrana, Društvo, Slatkost i Napad. Dodavanjem posebnih dijelova tijela biće će moći pjevati, plesati ili skakati. Bićima se može i dati ime, opis i riječi za prepoznavanje. Postojat će i stvorenja koja će moći kliziti po zraku, a Spore Creature Creator pokazuje krilata bića sa sposobnosti da "kližu", doduše opis ove sposobnosti je da dopušta let određene dužine (koja se povećava s povećanjem nivoa leta).
U IGN "Evolution" videu, stvorenja su imala imena kao: "Oddy", "Mephistopheles", itd. To pokazuje da stvorenja igrač pojedinačno može imenovati. 
U ovoj fazi cilj je jednak: loviti za zarađivanje DNA bodova, razmnožavati se i izbjegavati da igračevo stvorenje pojede predator. Za razliku od diobe u staničnoj fazi, igrač sada mora locirati partnera. Prije nego što se jaje izlegne, igrač ima mogućnost "evoluirati" njegovo biće u sljedeću generaciju, što se može postići trošenjem DNA bodova na kupovanje dijelova tijela.
Kad se jaje izlegne, igrač postaje dječja verzija stvorenja roditelja. Naravno, ova verzija bića bit će manja, s nekim stvarima preuveličanima, kao glavom i imat će viši glas. Ova faza ima drugačiji učinak na stvorenjevu društvenu evoluciju, tako da će se mladunče sprijateljavati i složiti vlastito krdo (biljojedi) ili čopor (mesojedi). Glavni cilj faze bića jest da se povećaju njegove moždane mogućnosti polako koristeći DNA bodove. Nakon što su se dovoljno povećale, igračevo biće postaje dovoljno inteligentno da razmišlja i procjenjuje svojom glavom i igrač napreduje u fazu plemena. 
Glavna valuta je hrana.

## Faza plemena
Nakon što igračeva vrsta dovoljno proširi kapacitet mozga, ulazi u fazu plemena. Na ovoj razini fizički razvoj prestaje (kao i igračeva kontrola nad jednim bićem), ali igrač dobije kolibu i nekoliko njegovih bića iz ranijih faza. U ovoj točki igra je slična strategiji koja se ne može zaustaviti (pause), a igrač može naređivati članovima plemena da se miču, napadaju, itd. Igrač može bićima davati predmete kao oružja, muzikalne instrumente i logorske vatre, koje može kupovati nakupljenim DNA-om. Ponašanje i osobnosti stvorenja određuju predmeti koje igrač daje stvorenjima.
U ovoj točki, kontakt između plemena može se dogoditi, a igrač može odabrati hoće li kontakt biti diplomatski ili nasilni – 10. srpnja 2007. IGN "Evolution" video prikazao je bitku dvaju plemena iste vrste, ali drugačije boje. Postoji pet drugih plemena na planetu, a igrač se može ili sprijateljiti ili zaratiti s drugim plemenima. Kad se ili sprijatelji ili zarati s tih pet plemena, nastane totem i igrač napreduje u fazu civilizacije. Igrač isto može odijevati bića, npr. može dati "lovcima" šešire i "ribarima" veste.
Glavna valuta su DNK bodovi.

## Faza civilizacije
U početku, faza grada trebala je slijediti fazu plemena, ali se spojila u fazu civilizacije kao "pojednostavljena verzija SimCityja." Igračev plemenski kamp prerastao je u grad, za koji se treba brinuti. Igrači mogu iskoristiti editor građenja, da promijene izgled zgrada u njihovom gradu. Kao i u fazi plemena, igra će pokušati otkriti kakav stil sadržaja igrač preferira, skidajući s interneta slične stvari napravljene od drugih igrača i stavljajući ih u izbornik "kupi". Igrač će moći imati veze između njegove civilizacije i drugih civilizacija na njihovom planetu – domu, ili mirne ili ratom opustošene. Igrač će u ovoj fazi doći do te točke da će moći zumirati dalje po prvi put i pogledati cijeli planet iz svemira. 
Kad zumira do jedne točke, detalji će postati više stilizirani. Na primjer, gradovi planeta će od izoštrenosti prijeći u izgled zbijenih gradova animiranog izgleda. Kao i u fazi plemena, igrači mogu upoznavati druga bića rivalnih vrsta u drugim gradovima ili da pokušaju uspostaviti diplomatske odnose, za otvorene trgovačke pusteve i (s vremenom) stvaranje saveza, ili za svrhu napadanja i ratovanja. U ovoj točki, editor vozila se otvara, dopuštajući igraču da sastavi razna kopnena vozila, letjelice, brodove i podmornice. Cilj ove faze je dobiti kontrolu cijelog planeta, a igrači mogu odlučiti hoće li to napraviti diplomatski ili ratovanjem. Nakon što igrači skupe dovoljno bodova u ovoj fazi, otključavaju NLO i NLO editor i mogu nastaviti u svemirsku fazu.
Glavna valuta su začini, koji poput gejzira "izbijaju" iz zemlje.

## Svemirska faza
Nakon faze civilizacija, počinje svemirska faza. Igrač može oblikovati reljef i kolonizirati nenaseljene planete s posebnim alatima koji se kupuju novcima (alat za vodu, alat za vulkane, itd.) Neograničena moć u tom području bila bi tehnologija koju je Wright predstavio kao Genesis device (uređaj za opstanak), nazvana po uređaju u Star Trek II: The Wrath of Khan (Zvjezdane Staze II: Khanov bijes), od kojih oba imaju istu svrhu: pretvoriti mrtvi svijet u planet na kojem se može živjeti u samo nekoliko minuta.
Svemirska faza ponekad se zove i pješčanik, jer igrač ima skoro potpunu kontrolu svega. Spomenuto je da svemirska faza radi na dvije osi: vodoravna os (sposobnost interakcije s mnogo planeta na mnogo načina) i okomita os (sposobnost ponovnog posjećivanja različitih faza igre).
Tijekom 2007. TED-ove konferencije, Wright je pokazao planetarne efekte koje NLO može imati, kao pumpanje ugljikovog dioksida (CO2) u atmosferu za povećavanje stakleničkih plinova, što je s vremenom izazvalo podizanje razine vode i poplavljanje gradova na obali, dok bi voda uskoro isparila i pretvorila cijeli planet u pustinju, a poslije u vulkanski planet sličan Veneri. Wright je u šali rekao da je to nastavak filma “Neugodna istina”. Igrač može izazvati kišu ledenih meteora da zahvati planet i stvori vodu ili prisiliti vulkane na erupciju da se stvori atmosfera.
Igrači mogu kolonizirati neprijateljske svjetove ili živjeti duboko ispod razine mora kada dobiju mogućnost stvaranja gradova u mjehurima zraka. Nakon što svijet oko njih postane naseljavajući, grad gubi mjehur. Igrač može putovati između zvjezdanih sustava i kontaktirati druge civilizacije na udaljenim svjetovima, od kojih su većinu stvorili drugi igrači. Igrač nalazi druga živa bića mičući strelicu miša iznad sunčevih sustava i planeta da nađe radio signal ili buku koja naslućuje na inteligentni život. Te civilizacije mogu nasilno reagirati ili štovati igrača, što ovisi o ponašanju civilizacije i osobnosti rase. Vrste koje su napravili drugi igrači uploadane u igračevo računalo će se ponašati onako kako ih je njihov stvoritelj igrao; to jest, ako je igrač igrao rasu pacifistički, rasa će se jednako tako ponašati prema igraču. Suprotno, ako je rasa igrača nasilna, bit će vrlo teško pregovarati s tom vrstom.
Tijekom istraživanja planeta, igrač može skenirati sadržaj i staviti informacije u bazu podataka zvanu „Sporepedia“, dizajniranu kao igraće karte. Igrač može otimati stvorenja i prenositi ih na druge planete, da vide jesu li bića na tim planetima prijateljska ili samo kao test naseljivosti planeta. Suprotno, igrač može spustiti svoje biće da se druži s bićima na drugim planetima, umjesto kroz NLO. Igrač može genetski spojiti dva bića i dobiti treće ili staviti „monolit“ (2001: Odiseja u svemiru) na planet, ubrzavajući evoluciju inteligentnog života, a onda se vratiti da vidi što je evoluiralo. Na beživotnom svijetu igrač može naći čudne „artefakte“ s nepoznatim svrhama, vjerojatno kasnije za nove alate na NLO-u. Kasnije, međuzvjezdana putovanja postaju moguća. Postoji više od 500.000 planeta u galaksiji igrice, više planeta nego što netko može posjetiti u cijelom životu. 
Tijekom TED konferencijskog seminara 2007, Wright je ubrzao vrijeme i odzumirao na pogled na cijelu galaksiju da pokaže njenu dinamiku, dok su supernove eksplodirale kao male svjetlucave točke, a galaksija se polako okretala. Kasnije je doveo NLO blizu crne rupe, održavajući sigurnu udaljenost. Igrači mogu kontaktirati druge civilizacije, od kojih su većinu napravili drugi igrači. Mogu se naći i inteligentne vrste, a kad NLO posjeti taj svijet, može ih impresionirati vatrometom, napasti ih oružjem ili razviti jezičnu povezanost mini igrom sličnom "Bliskim susretima treće vrste".
Igrač može i spustiti holografsku projekciju njegovog bića da se direktno druži s vanzemaljcima. Umjetna inteligencija koja upravlja civilizacijom reagira ovisno o njezinom ponašanju i osobnosti, a oboje se očituje u igranju stvoritelja te civilizacije. Igrač može udružiti ili pokoriti galaksiju stvaranjem federacije ili rasplamsavanjem međuzvjezdanog rata. Kao pokaz velike sile, igrač može potpuno uništiti planet (slično Zvijezdi smrti iz ratova zvijezda), što može donijeti kaznu od vrste kojoj je uništen planet ili njihovih saveznika. Igrač ponekad mora obraniti svoj planet od invazije. Cilj svemirske faze je doći u središte galaksije, što je vrlo teško, jer je okruženo kolonijama Groxa (vrsta poput Borgova u zvjezdanim stazama), koj su vro neprijateljski nastrojeni i pucaju čim ugledaju igrača. Pa ipak, igrač ih može pridobiti kao saveznike, no u tom će ga slučaju sve ostale civilizacije u svemiru zamrziti.
Valuta su, kao i u fazi civilizacije, začini.

## Sporepedia
Sporepedia (hrv. "Sporepedija") je veliki dio igre. Bilježi skoro svako igranje uključujući i evoluciju bića grafički prikazujući vremenski slijed, pokazujući kako se biće mijenjalo tijekom milijuna godina; također bilježi i postignuća bića. Sporepedia ujedno bilježi i sva bića, planete, vozila i ostale stvari koje igrač susretne ili stvori tijekom igre.

## Vanjske poveznice
- SporeWiki
- Sporepedia
- Službena Spore web stranica